# Канберра Кэннонс
Канберра Кэннонс (англ. Canberra Cannons) — австралийский баскетбольный клуб, выступавший в Национальной баскетбольной лиге. Из-за проблем с финансирование в 2003 году клуб переехал из Канберры в Ньюкасл, где стал выступать под именем «Хантер Пайрэтс» (англ. Hunter Pirates). Перед началом сезона 2006/07 команда вновь сменила расположение, переехав в Сингапур.
«Кэннонс» считаются одной из сильнейших команд НБЛ 1980-х годов, когда клуб выиграл три чемпионских титула и ещё один раз проиграл в финале. Ближе других к достижению клуба из Канберры смогли подойти только «Брисбен Буллетс», которые четыре раза выходили в финал, однако завоевали всего два чемпионских титула.

## История
«Кэннонс» были одними из команд-основателей НБЛ и сыграли в дебютном сезоне 1979 года. В дебютном сезоне команда показала результат 13-5 и приняла участие в чемпионском матче, где проиграла «Сент Килда Сэйнт» 94:93.
В последующих нескольких сезонах команде не удавалось выйти в плей-офф, однако уже в 1983 году «Кэннонс» завоевали свой первый чемпионский титул, обыграв в финале «Вест Аделаида Беаркэтс» со счётом 75:73. Самым ценным игроком финала был назван Фил Смит. Уже в следующем сезоне клуб смог повторить прошлогодний успех, обыграв в финале «Брисбен Буллетс» 84:82.
В следующих трёх сезонах «Кэннонс» выходили в плей-офф, где каждый раз проигрывали в полуфинале «Буллетс». Своё третий чемпионский титул Канберра смогла завоевать в 1988 году. Смит снова был включён в первую сборную всех звёзд НБЛ, а также был назван лучшим оборонительным игроком. В следующем сезоне «Норт Мельбурн Джайентс» смогли взять реванш, одержав победу в чемпионской серией над «Кэннонс».
В следующий раз «Кэннонс» удалось выйти в плей-офф лишь в 1992 году, где они в первом раунде проиграли будущим чемпионам «Саут Ист Мельбурн Мэджик». В 1996 году Канберра дошли до полуфинала, где проиграли «Мельбурн Тайгерс». В 1997 году «Кэннонс» вновь удалось выйти в плей-офф, где вновь проиграл «Джайентс».
В конце 1990-х годов команда испытывала финансовые трудности и в декабре 2002 года полностью обанкротилась. Несмотря на это «Кэннонс» удалось отыграть все оставшиеся матчи сезона, однако её покинули все звёздные игроки и легионеры. Канберра завершили чемпионат с результатом 11-19 и по окончании сезона клуб был выкуплен и перевезён в Ньюкасл.
23 октября 2009 года было объявлено, что «Канберра Кэннонс» будут возрождены на основе клуба «Канберра Ганнерс» и будут выступать в Юго-Восточной австралийской баскетбольной лиге.

## Достижения
| Чемпионские титулы НБЛ:             | 3 (1983, 1984, 1988) |
| Выход в финал НБЛ:                  | 11 (1979, 1983, 1984, 1985, 1986, 1987, 1988, 1989, 1992, 1996, 1997)                                                         |
| Выход в Большой финал:              | 5 (1979, 1983, 1984, 1988, 1989)                                                                                              |
| Самый ценный игрок НБЛ:             | Нет |
| Самый ценный игрок Большого финала: | Фил Смит (1988) |
| Первая сборная всех звёзд НБЛ:      | Херб Макичин (1980), Дейв Нельсон (1981), Роберт Роуз (1996, 1997), Фил Смит (1983, 1984, 1985, 1988, 1989), Кел Стэмп (1980) |
| Тренер года НБЛ:                    | Боб Тёрнер (1985), Бретт Флениган (1996)                                                                                      |
| Новичок года НБЛ:                   | Джейми Кеннеди (1983), Лачлан Армфилд (1992), Дэмьен Райан (1999)                                                             |
| Самый прогрессирующий игрок НБЛ:    | Нет |
| Лучший оборонительный игрок НБЛ:    | Фил Смит (1988, 1989) |